# Ганнибал Магон

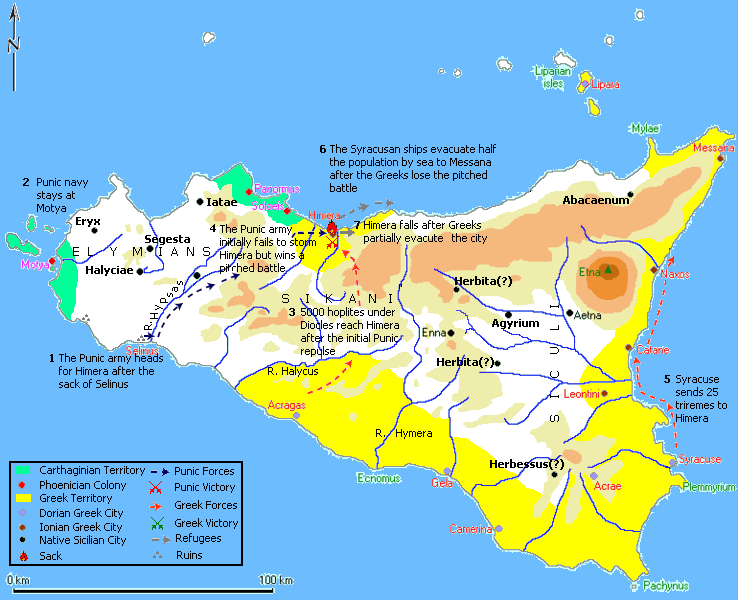
Кампания Ганнибала Магона в 409 году до н. э.

Ганнибал Магон (умер в 406 до н. э.) — карфагенский политический деятель и полководец, сын Гисгона, внук Гамилькара, правнук Магона.
В 410 году до н. э. был суффетом Карфагена. В 409 году до н. э. как командующий высадился в Сицилии и занял Селинунт и Гимеру. После завоевания этих городов убил 3000 пленных в отместку за битву при Гимере, которая произошла 70 лет ранее. В 406 году до н. э. умер от чумы во время осады Агригента. Его преемником стал Гимилькон II.